# Grupo de los Cuatro
Para el grupo de países formado por Alemania, Francia, Italia y Reino Unido Reino  véase G-4 (Europa)

Naciones que pertenecen al Grupo de los Cuatro (en rojo).

Miembros permanentes actuales del Consejo de Seguridad de la ONU (en azul claro), y los miembros del G4 (en azul oscuro).

G4 (Grupo de los Cuatro) es una alianza entre Alemania, Brasil, India, y Japón, con el objeto de apoyarse mutuamente en la consecución de puestos permanentes en el Consejo de Seguridad de las Naciones Unidas.
A diferencia del G7 (antiguamente conocido como G8), donde el común denominador son la economía y los objetivos políticos de largo plazo, el objetivo primordial del G4 se limita al interés de estos países en alcanzar representación permanente en el Consejo de Seguridad de las Naciones Unidas.
En la actualidad, la ONU posee cinco miembros permanentes con poderes de veto en el Consejo de Seguridad: la República Popular China, Estados Unidos, Francia, el Reino Unido y Rusia. Los miembros del G4 son frecuentemente elegidos por términos de dos años en el Consejo de Seguridad por sus respectivos grupos: en el período comprendido entre 1987 y 2006 Japón y Brasil fueron elegidos por cuatro términos cada uno, Alemania por tres y la India por seis.
Mientras casi todos los países han acordado en que la ONU necesita una renovación que incluiría una expansión, pocos especifican los detalles de este cambio. También ha habido descontento entre los actuales miembros permanentes ante la inclusión en el Consejo de Seguridad de Naciones Unidas de países no apoyados por ellos. Por ejemplo, la República Popular China se opone a la inclusión de Japón en el mismo, mientras que Estados Unidos y Reino Unido sí apoyan esta anexión.
Francia y Reino Unido han anunciado que apoyan los reclamos del G4. Nótese que los países cercanos con menos probabilidades o necesidad (en el caso de los miembros permanentes actuales) de una banca en el Consejo de Seguridad de Naciones Unidas, suelen oponerse a las pretensiones del G4. Por ejemplo, Pakistán está en contra de la unión de India; Corea del Sur y China respecto de la de Japón; México respecto de la de Brasil; e Italia y España en lo que concierne a la de Alemania, alegando que sería mejor un puesto para toda la Unión Europea. También se sopesan animosidades históricas contra ciertos miembros del G4, como en el caso de los crímenes de guerra y las Mujeres del Consuelo hacia Japón, y el Holocausto hacia Alemania.
El G4 sugirió que dos países africanos fuesen incluidos en el nuevo Consejo de Seguridad de Naciones Unidas. En varias conferencias durante el verano de 2005, la Unión Africana fue incapaz de coincidir en tres representantes: tanto Egipto como Nigeria como Sudáfrica reclaman bancas permanentes.
Una Asamblea General de la ONU de septiembre de 2005 marcó el 60.º aniversario de las Naciones Unidas, y los miembros decidieron sobre un número de reformas (incluyendo el Consejo de Seguridad ampliado). Sin embargo, la incapacidad de alcanzar una posición negociable detuvo incluso las reformas más urgentes; esta Asamblea General fue un retroceso para la ONU.
El G4 retiene su objetivo de alcanzar bancas permanentes en el Consejo de Seguridad de la ONU para todos sus miembros más dos países africanos; sin embargo, Japón anunció en enero de 2006 que estaba trabajando para una resolución por cuenta propia.
Participan como observadores Estados Unidos, Mancomunidad de Naciones, Unión Europea, Comunidad de Estados Independientes, Liga Árabe y República Popular China.